# Iran Book News Agency
Die Iran oder Iranian Book News Agency (IBNA, persisch خبرگزاری کتاب ایران) ist eine an das Iran Book House angeschlossene und 2005 gegründete iranische Nachrichtenagentur über den nationalen und internationalen Buchmarkt. Die Journalisten der IBNA bedecken sämtliche Themenbereiche, sowohl wissenschaftliche als auch Populärliteratur, auf Farsi, Englisch, Arabisch, Spanisch, Türkisch und Russisch. Zusätzlich zu den Neuerscheinungen bietet die IBNA Veranstaltungsberichte (z. B. bei Buchmessen), Interviews mit Schriftstellern und Buchbesprechungen.